# Jean Clavé
Pour les articles homonymes, voir Clavé.
Jean Clavé, né le 2 mars 1915 à Montgaillard dans les Landes et mort le 9 décembre 2003 à Agen, est un ancien joueur de rugby à XV qui a joué principalement au SU Agen au poste de talonneur.

## Clubs
- SU Agen
- SA saint-séverin

## Sélections nationales
3 capes de 1936 à 1938 (2 fois contre l'Allemagne et 1 contre la Roumanie)

## Palmarès
- 1 fois champion de France en 1945
- 2 coupes de France en 1943 et 1945
- 2 fois finaliste du championnat de France en 1943 et 1947